# Хоберман, Джим
Джеймс Льюис Хо́берман (англ. James Lewis Hoberman; подписывается J. Hoberman; род. 14 марта 1949) — американский кинокритик и киновед, один из кинообозревателей The New York Times.

## Биография
Окончил Бингемтонский университет со степенью бакалавра гуманитарных наук и Колумбийский университет со степенью магистра изящных искусств. Работал в нью-йоркском еженедельнике Village Voice под руководством знаменитого Эндрю Сарриса, рецензировал преимущественно экспериментальные фильмы. Его первая рецензия — разбор дебютного фильма Дэвида Линча «Голова-ластик» (1977). В 1983 году Хоберман совместнo с Джонатаном Розенбаумом опубликовал исторический обзор американского андерграунда, «Полночные фильмы».
Хоберман долгое время отвечал за составление программы Нью-Йоркского фестиваля, в 1988—2012 гг. курировал весь кинораздел Village Voice. Периодически также печатался в изданиях из Сан-Франциско (за что удостоен приза местного кинофестиваля). В 2000 году он выпустил книгу «Красная Атлантида: коммунистическая культура в отсутствии коммунизма», в которой рассмотрел коммунистический проект XX века в понятиях эстетики.
Пользуется авторитетом как в США, так и за их пределами (по мнению Романа Волобуева, «самый лучший современный кинокритик»). Читает лекции в Нью-Йоркском университете; прежде преподавал в Гарвардском университете.
В начале 2012 г. в связи с сокращением штатов покинул Village Voice, причём в американской прессе уход Хобермана из нью-йоркского еженедельника был охарактеризован как «конец эпохи». В начале 2014 года сменил Дэйва Кера в качестве обозревателя домашнего видео газеты The New York Times.

## Лучшие фильмы за год
- 2001 — Малхолланд Драйв
- 2002 — Коммуна (Париж, 1871)
- 2003 — Паук
- 2004 — Догвилль
- 2005 — Оправданная жестокость
- 2006 — Смерть господина Лазареску
- 2007 — Меня там нет
- 2008 — Полёт красного шара
- 2009 — Повелитель бури
- 2010 — Странный случай Анжелики
- 2011 — Опасный метод
- 2012 — Табу
- 2013 — Гравитация

## Сочинения
- Home Made Movies: Twenty Years of American 8mm & Super-8 Films. Anthology Film Archives, New York, 1981.
- Midnight Movies (with Jonathan Rosenbaum)
- Dennis Hopper: From Method to Madness. Walker Art Center, Minneapolis, 1988.
- Vulgar Modernism: Writing on Film and Other Media. Temple University Press, Philadelphia, 1991.
- Bridge of Light: Yiddish Film Between Two Worlds. New York: The Museum of Modern Art/Schocken Books, 1992.
- 42nd Street. BFI Publishing, London, 1993.
- The Red Atlantis: Communist Culture in the Absence of Communism. Temple University Press, Philadelphia, 1999.
- On Jack Smith's Flaming Creatures: (and Other Secret-flix of Cinemaroc). Granary Books/Hips Road, 2001.
- The Dream Life: Movies, Media, and the Mythology of the Sixties. The New Press, New York, 2003.
- The Magic Hour: Film at Fin de Siècle. Temple University Press, Philadelphia, 2003.
- Bridge of Light: Yiddish Film Between Two Worlds. — UPNE, 2010. — 416 p.
- An Army of Phantoms: American Movies and the Making of the Cold War. The New Press, New York, 2011.
- Film After Film: (Or, What Became of 21st Century Cinema?). Verso, Brooklyn, New York, 2012.
- Make My Day: Movie Culture in the Age of Reagan. New Press, 2019.